# Caradrina filipjevi
Caradrina filipjevi är en fjärilsart som beskrevs av Charles Boursin 1936. Caradrina filipjevi ingår i släktet Caradrina och familjen nattflyn. Inga underarter finns listade i Catalogue of Life.